# Kleine roodpoothalmkruiper
De kleine roodpoothalmkruiper (Harpalus griseus) is een keversoort uit de familie van de loopkevers (Carabidae). De wetenschappelijke naam van de soort werd in 1796 gepubliceerd door Georg Wolfgang Franz Panzer. De soort wordt ook wel in het geslacht Pseudoophonus geplaatst.